# Gasselternijveenschemond
Gasselternijveenschemond is een dorp in het oosten van de gemeente Aa en Hunze in de Nederlandse provincie Drenthe. Het dorp telde in 2023 690 inwoners.

## Geschiedenis
Gasselternijveenschemond is een van de Drentse Monden, ontstaan aan het zijkanaal dat in 1839 gegraven werd tussen Stadskanaal en Gasselternijveen voor de afwatering van het veen en het vervoer daarvan. Het dorp heeft na Gasselterboerveenschemond (buurtschap van Gasselternijveenschemond) de langste plaatsnaam van Nederland.
Door de aanleg van de Gasselternijveenschemond konden de schippers van Gasselternijveen vanaf 1840 weer hun thuishaven bereiken. Voor die tijd voeren zij over de Hunze en het Schuitendiep richting Groningen. Na het wegspoelen van een verlaat in de Hunze was deze vaarweg voor hen afgesloten. In 1865 werd de weg langs de Gasselternijveenschemond voorzien van een klinkerbestrating. De bebouwing van het dorp concentreerde zich aanvankelijk bij de beide dwarsdiepen. Niet het minst vanwege de vestiging van twee bedrijven: een strokartonfabriek bij het Eerste Dwarsdiep en een melkfabriek bij het "Tweede Dwarsdiep". Door de latere bebouwing heeft het dorp de voor de veenkoloniën karakteristieke lintbebouwing gekregen.
Het kanaal door de Gasselternijveenschemond werd in de jaren zeventig van de 20e eeuw gedempt omdat het geen functie meer had voor de scheepvaart. Alleen een klein stukje nabij Stadskanaal (zie: afbeelding in infobox) herinnert nog aan de vroegere situatie.
Van 1907 tot 1947 had Gasselternijveenschemond een treinverbinding met Assen en Stadskanaal. De treinen stopten er bij de halte Tweede Dwarsdiep. Deze lijn werd geëxploiteerd door de Noordoosterlocaalspoorweg-Maatschappij (NOLS). Thans rest alleen nog de spoordijk als wandelroute langs de voormalige haltes en stations.

## Voorzieningen
- Dorpshuis

## Bezienswaardigheden
In het Accordeonmuseum Harte Meijer is aan de hand van ongeveer 250 accordeons de geschiedenis van 200 jaar accordeonbouw te zien. Het Boerenbos is een gebied van 250 hectare voormalige landbouwgrond dat met steun van de overheid en andere financiers is omgezet in een duurzaam beheerd loofbos.

## Geboren
- Arnold van Calker (1976), bobsleeër en atleet
- Edwin van Calker (1979), bobsleeër en atleet

Drenthe: Steden en dorpen      Nederland: Provincies · Gemeenten